# Morena Duga
Die Morena Duga (Transkription von russisch Морена Дуга ‚Lange Moräne‘) ist eine Moräne in den Prince Charles Mountains des ostantarktischen Mac-Robertson-Lands. Sie liegt nördlich des Amery-Schelfeises bzw. der Prydz Bay.
Russische Wissenschaftler benannten sie deskriptiv.